# Murray Hill
Murray Hill – najwyższy szczyt na Wyspie Bożego Narodzenia będącej terytorium zależnym Australii.